# Crkvenica
Pour la ville croate homonyme, voir Crikvenica.
La Crkvenica (en serbe cyrillique:  Црквеница) est une rivière de Bosnie-Herzégovine, affluent droit du Vrbanja, en Bosnie centrale,,. Sa longueur est de 10 km.
La Crkvenica appartient au bassin versant de la mer Noire; Vrbanja son propre bassin s'étend sur 703,6 km2. Elle n'est pas navigable.
La Crkvenica prend sa source au pied du mont Šipraško brdo (au nord de Šiprage) à une altitude de 1 200 m. Elle traverse alors d'étroites vallées entourées de montagnes, vallées qui s'élargissent à la hauteur de Šiprage.

## Affluents
Mosorski potok;
- Jovića potok;
- Kamenički potok;
- Studenac;
- Nikolića vrelo + Jakuša;
- Balijin do.